# Groovy (album)
Groovy è un album di Red Garland, pubblicato dalla Prestige Records nel 1957. Il disco fu registrato al "Rudy Van Gelder Studio" di Hackensack nel New Jersey (Stati Uniti) nelle date indicate.

## Tracce
Lato A
1. C-Jam Blues – 8:21 (Barney Bigard, Duke Ellington) – Registrato il 9 agosto 1957
2. Gone Again – 6:46 (Curley Hamner, Lionel Hampton, Curtis Lewis) – Registrato il 9 agosto 1957
3. Will You Still Be Mine ? – 4:43 (Tom Adair, Matt Dennis) – Registrato il 9 agosto 1957

Lato B
1. Willow Weep for Me – 9:35 (Ann Ronnell) – Registrato il 14 dicembre 1956
2. What Can I Say, Dear – 7:14 (Walter Donaldson, Abe Lyman) – Registrato il 14 dicembre 1956
3. Hey Now ! – 3:41 (Red Garland, Sonny Gordon) – Registrato il 24 maggio 1957

## Musicisti
- Red Garland - pianoforte
- Paul Chambers - contrabbasso
- Art Taylor - batteria